# Collegio elettorale di Marino (Senato della Repubblica)
Il collegio di Marino fu un collegio elettorale uninominale della Repubblica Italiana per l'elezione del Senato della Repubblica. Apparteneva alla circoscrizione Lazio e fu utilizzato per eleggere un senatore nella XII, XIII e XIV legislatura.
Venne istituito nel 1993 con la cosiddetta Legge Mattarella (Legge n. 276, Norme per l'elezione del Senato della Repubblica), attuata in seguito al referendum abrogativo del 1993. La legge istituì per la Camera dei deputati e per il Senato della Repubblica un sistema di elezione misto, in parte maggioritario e in parte proporzionale. Il 75% dei parlamentari dell'assemblea veniva eletto in collegi uninominali tramite sistema maggioritario a turno unico; il restante 25% al Senato veniva eletto tramite recupero proporzionale dei più votati non eletti attraverso un meccanismo di calcolo denominato scorporo, cioè sottraendo dal conteggio dei voti totali di una lista nella parte proporzionale i voti ottenuti dai candidati collegati alla medesima lista che erano eletti nei collegi uninominali con il sistema maggioritario.
Il collegio venne abolito insieme a tutti gli altri che costituivano il Senato con la promulgazione della legge elettorale successiva, la cosiddetta Legge Calderoli. Questa prevedeva un sistema proporzionale con premio di maggioranza, che al Senato veniva attribuito a livello regionale.

## Territorio
Il collegio di Marino era uno dei 21 collegi uninominali in cui era suddiviso il Lazio e, come previsto dal D.Lgs. del 20 dicembre 1993 n. 535, era interamente compreso nella provincia di Latina e comprendeva i seguenti comuni: Artena, Carpineto Romano, Castel Gandolfo, Colleferro, Colonna, Frascati, Gallicano nel Lazio, Gavignano, Gorga, Grottaferrata, Labico, Lariano, Marino, Monte Compatri, Monte Porzio Catone, Montelanico, Palestrina, Rocca Priora, Rocca di Papa, San Cesareo, Segni, Valmontone e Zagarolo.

## Eletti
| Elezione | Elezione | Senatore           | Partito            |
| -------- | -------- | ------------------ | ------------------ |
|          | 1994     | Antonino Cuffaro   | Progressisti (PRC) |
|          | 1996     | Severino Lavagnini | L'Ulivo (PPI/DL)   |
| 2001     |          | Severino Lavagnini | L'Ulivo (PPI/DL)   |
|          | 2003 (S) | Luigi Zanda        | L'Ulivo (DL)       |

## Dati elettorali

### XII legislatura
|                               | Antonino Cuffaro ✔️ Eletto   | Progressisti                 | 49 377  | 36,97 |  |  |  |  |  |
|                               | Vincenzo Erra                | Polo del Buon Governo        | 46 399  | 34,74 |  |  |  |  |  |
|                               | Severino Lavagnini ✔️ Eletto | Patto per l'Italia           | 26 612  | 19,92 |  |  |  |  |  |
|                               | Fabrizio Fabi                | Lista Pannella-Riformatori   | 5 814   | 4,35  |  |  |  |  |  |
|                               | Valentino Concas             | Verdi Federalisti            | 3 816   | 2,86  |  |  |  |  |  |
|                               | Maria Teresa Colamarco       | Partito della Legge Naturale | 1 543   | 1,16  |  |  |  |  |  |
| Totale                        | Totale                       | Totale                       | 133 561 | 100   |  |  |  |  |  |
|                               |                              |                              |         |       |  |  |  |  |  |
| Voti non validi               | Voti non validi              | Voti non validi              | 12 410  | 8,50  |  |  |  |  |  |
| Votanti                       | Votanti                      | Votanti                      | 145 971 | 91,11 |  |  |  |  |  |
| Elettori                      | Elettori                     | Elettori                     | 160 216 |       |  |  |  |  |  |
|                               |                              |                              |         |       |  |  |  |  |  |
| Data: 27-28 marzo 1994        |                              |                              |         |       |  |  |  |  |  |
| Fonte: Ministero dell'interno |                              |                              |         |       |  |  |  |  |  |

### XIII legislatura
|                               | Severino Lavagnini ✔️ Eletto | L'Ulivo                                 | 63 092  | 45,69 |  |  |  |  |  |
|                               | Claudio Schwarzenberg        | Polo per le Libertà                     | 56 479  | 40,90 |  |  |  |  |  |
|                               | Franco Pesce                 | Movimento Sociale Fiamma Tricolore      | 5 724   | 4,15  |  |  |  |  |  |
|                               | Angelo Miele                 | Socialista                              | 5 203   | 3,77  |  |  |  |  |  |
|                               | Francesco Scaramuzzi         | Alternativa Democratica Castelli Romani | 4 524   | 3,28  |  |  |  |  |  |
|                               | Emanuela Bagnarelli          | Lista Pannella-Sgarbi                   | 3 071   | 2,22  |  |  |  |  |  |
| Totale                        | Totale                       | Totale                                  | 138 093 | 100   |  |  |  |  |  |
|                               |                              |                                         |         |       |  |  |  |  |  |
| Voti non validi               | Voti non validi              | Voti non validi                         | 10 372  | 6,99  |  |  |  |  |  |
| Votanti                       | Votanti                      | Votanti                                 | 148 465 | 88,92 |  |  |  |  |  |
| Elettori                      | Elettori                     | Elettori                                | 166 971 |       |  |  |  |  |  |
|                               |                              |                                         |         |       |  |  |  |  |  |
| Data: 21 aprile 1996          |                              |                                         |         |       |  |  |  |  |  |
| Fonte: Ministero dell'interno |                              |                                         |         |       |  |  |  |  |  |

### XIV legislatura
|                               | Severino Lavagnini ✔️ Eletto | L'Ulivo                              | 62 330  | 41,34 |  |  |  |  |  |
|                               | Domenico Kappler ✔️ Eletto   | Casa delle Libertà                   | 62 316  | 41,33 |  |  |  |  |  |
|                               | Ruggero Vittori              | Partito della Rifondazione Comunista | 8 082   | 5,36  |  |  |  |  |  |
|                               | Erminio Latini               | Democrazia Europea                   | 7 395   | 4,90  |  |  |  |  |  |
|                               | Francesco Broglia            | Lista Di Pietro                      | 3 960   | 2,63  |  |  |  |  |  |
|                               | Isolina Di Fabio             | Lista Pannella-Bonino                | 2 735   | 1,81  |  |  |  |  |  |
|                               | Carlo Morganti               | Fiamma Tricolore                     | 1 771   | 1,17  |  |  |  |  |  |
|                               | Nunzio Brigandì              | Fronte Nazionale                     | 1 467   | 0,97  |  |  |  |  |  |
|                               | Giancarlo Gonnella           | Forza Nuova                          | 722     | 0,48  |  |  |  |  |  |
| Totale                        | Totale                       | Totale                               | 150 778 | 100   |  |  |  |  |  |
|                               |                              |                                      |         |       |  |  |  |  |  |
| Voti non validi               | Voti non validi              | Voti non validi                      | 7 629   | 4,82  |  |  |  |  |  |
| Votanti                       | Votanti                      | Votanti                              | 158 407 | 87,21 |  |  |  |  |  |
| Elettori                      | Elettori                     | Elettori                             | 181 640 |       |  |  |  |  |  |
|                               |                              |                                      |         |       |  |  |  |  |  |
| Data: 13 maggio 2001          |                              |                                      |         |       |  |  |  |  |  |
| Fonte: Ministero dell'interno |                              |                                      |         |       |  |  |  |  |  |

### XIV legislatura: elezioni suppletive
|                               | Luigi Zanda     | L'Ulivo         | 10 776  | 100,00 |  |  |  |  |  |
| Totale                        | Totale          | Totale          | 10 776  | 100    |  |  |  |  |  |
|                               |                 |                 |         |        |  |  |  |  |  |
| Voti non validi               | Voti non validi | Voti non validi | 1 314   | 10,87  |  |  |  |  |  |
| Votanti                       | Votanti         | Votanti         | 12 090  | 6,66   |  |  |  |  |  |
| Elettori                      | Elettori        | Elettori        | 181 640 |        |  |  |  |  |  |
|                               |                 |                 |         |        |  |  |  |  |  |
| Data: 22 giugno 2003          |                 |                 |         |        |  |  |  |  |  |
| Fonte: Ministero dell'interno |                 |                 |         |        |  |  |  |  |  |

- Il numero degli elettori fa riferimento alle elezioni del 2001, in quanto non è possibile indicare il dato complessivo a causa di incompletezze dei verbali sezionali dei comuni di Gallicano nel Lazio, Lariano e Marino (esclusi tali comuni, risultavano 157.363 elettori)[2].